# Glacier Jacoby
Le glacier Jacoby est un glacier situé en Antarctique, s'épanchant vers l'est sur les pentes de la chaîne Ames, entre le mont Andrus et le mont Boennighausen, dans la Terre Marie Byrd.
Il a été cartographié par l'USGS à partir de relevés de terrain et de photos aériennes de l'US Navy en 1959-1965. Il a été nommé par l'US-ACAN d'après William J. Jacoby, un foreur à la station Byrd en 1968-1969.